# Limburg Shotguns 2021
Questa voce raccoglie le informazioni riguardanti i Limburg Shotguns nelle competizioni ufficiali della stagione 2021.

## BAFL Elite Division 2021

### Stagione regolare
| Beringen 11 settembre 2021, ore 19:00 2ª giornata | Limburg Shotguns | 47 – 6 | Ghent Gators | Shotgun Field |

| Beringen 25 settembre 2021, ore 19:00 3ª giornata | Limburg Shotguns | 27 – 6 | Brussels Black Angels | Shotgun Field |

| Evere 24 ottobre 2021, ore 14:00 5ª giornata | Brussels Tigers | 15 – 37 | Limburg Shotguns | Complexe Sportif d'Evere |

| Izegem 6 novembre 2021, ore 19:00 6ª giornata | Izegem Tribes | 0 – 36 | Limburg Shotguns | Izegem Tribes Homefield |

### Playoff
| 13 novembre 2021 Semifinale | Limburg Shotguns | 14 – 0 (partita interrotta) | Brussels Tigers |  |

| Beringen 27 novembre 2021, ore 13:00 Belgian Bowl | Limburg Shotguns | 50 – 0 (a tavolino) | Brussels Black Angels | Mijnstadion |

## Statistiche di squadra
| Competizione             | %Vittorie | In casa | In casa | In casa | In casa | In casa | In casa | In trasferta | In trasferta | In trasferta | In trasferta | In trasferta | In trasferta | Totale | Totale | Totale | Totale | Totale | Totale |
| Competizione             | %Vittorie | G       | V       | N       | P       | Pf      | Ps      | G            | V            | N            | P            | Pf           | Ps           | G      | V      | N      | P      | Pf     | Ps     |
| ------------------------ | --------- | ------- | ------- | ------- | ------- | ------- | ------- | ------------ | ------------ | ------------ | ------------ | ------------ | ------------ | ------ | ------ | ------ | ------ | ------ | ------ |
| BAFL - Stagione regolare | 1.000     | 2       | 2       | 0       | 0       | 74      | 12      | 2            | 2            | 0            | 0            | 73           | 15           | 4      | 4      | 0      | 0      | 147    | 27     |
| BAFL - Playoff           | 1.000     | 2       | 2       | 0       | 0       | 64      | 0       | 0            | 0            | 0            | 0            | 0            | 0            | 2      | 2      | 0      | 0      | 64     | 0      |
| Totale                   | 1.000     | 4       | 4       | 0       | 0       | 138     | 12      | 2            | 2            | 0            | 0            | 73           | 15           | 6      | 6      | 0      | 0      | 213    | 27     |